# Państwowa Średnia Szkoła Rolniczo-Leśna w Żyrowicach
Państwowa Średnia Szkoła Rolniczo-Leśna w Żyrowicach – istniejąca w latach 1924-1939 placówka kształcąca leśników ze średnim wykształceniem.
Szkoła powstała w 1924 r. w Żyrowicach koło Słonima (dawne województwo nowogródzkie, obecnie Białoruś) w wyniku przeniesienia do Żyrowic Wydziału Leśnego przy Średniej Szkole Mierniczej w Łomży. Pierwszym jej dyrektorem został inż. Henryk Tarłowski. Od dnia 1 stycznia 1927 r. szkoła przyjęła nazwę Państwowej Średniej Szkoły Rolniczo–Leśnej.
Placówka zakończyła działalność 17 września 1939 r.
W latach 1924–1939 szkołę ukończyło 295 absolwentów. Wychowankami tej szkoły byli m.in. Stanisław Morawski, Włodzimierz Pirożnikow czy Janusz Wawrzyniec Sokołowski. Przez 15 lat działalności w szkole zatrudnionych było 50 osób.
W 1948 r. w Brynku odbył się pierwszy powojenny zjazd absolwentów i wychowanków Żyrowic i Białokrynicy.
Sztandar Państwowej Średniej Szkoły Rolniczo-Leśnej w Żyrowicach oraz jej archiwum oddano pod opiekę Zespołowi Szkół Leśnych im. Leśników Polskich w Białowieży.